# Johannes Fend
Johannes Fend (* um 1996 in Hard) ist ein österreichischer Musiker (Kontrabass, auch E-Bass, Komposition), der vor allem im Jazzbereich tätig ist.

## Leben und Wirken
Fend erhielt eine klassische Ausbildung an der Musikschule Hard. Zum Studium zog er in die Niederlande, wo er am Prins Claus Conservatorium in Groningen seinen Bachelor sowohl als klassischer Kontrabassist als auch als Jazzmusiker absolvierte, bevor er am Rotterdams Conservatorium den Master als Solobassist machte. Er absolvierte Meisterklassen bei Sorin Orcinschi, Francisco Obieta, Catalin Rotaru, Dorin Marc, Matthew Midgley und Wolfgang Güttler; weiterhin unterrichteten ihn David Berkman, Paul Berner, Matt Wilson, Todd Coolman und Alex Sipiagin.
Fend gehörte zum Trio von Franz von Chossy, mit dem er 2020 international tourte, und trat auch mit Aynur Doğan, Marco Apicella, Artur Akhmetov, Murat Cengiz und Wanda Sa auf. Schlagzeuger Martin Hafizi holte Chossy und ihn in das Half Easy Trio, das 2019 das Album Dark Is Bright veröffentlichte; 2023 präsentierte es sein Folgealbum One Step Back, Two Steps Forward mit Tamara Lukasheva. Zudem legte er 2021 sein Soloalbum Journey vor und gab auch Solokonzerte. Er trat auch auf dem Jazzfestival Saalfelden, bei Jazz and the City und dem North Sea Jazz Festival auf. Er ist auch auf Alben von Suzana Lașcu und von Paloma Lázaro Arteaga zu hören.
Im klassischen Bereich arbeitete Fend mit dem Noord Nederlands Orkest und Quarta.

## Preise und Auszeichnungen
Fend gewann mit seinem Soloprojekt den zweiten Preis beim Il Sole In Cantina Music Award und wurde als bester Solist mit dem Erasmus Jazz Award 2017 ausgezeichnet. Mit dem Half Easy Trio siegte er beim Wettbewerb Keep an Eye The Records 2018. Mit Simone van der Weerden & NAOS war er Finalist bei der Dutch Jazz Competition 2022.